# Championnats d'Afrique de pentathlon moderne 2011
Navigation
Édition précédente Édition suivante
Les championnats d'Afrique de pentathlon moderne 2011 ont lieu du 22 au 24 juillet 2011 à Alexandrie, en Égypte. Les vainqueurs des épreuves individuelles masculines et féminines se qualifient directement pour les Jeux olympiques d'été de 2012 à Londres.
La compétition devait initialement se tenir en mars 2011 au Caire mais elle a du être reportée en raison de la Révolution égyptienne de 2011. Le Sénégal et la Côte d'Ivoire font leur première apparition dans ces Championnats.

## Médaillés
Les médaillés de ces championnats d'Afrique sont :
| Individuel hommes | Yasser Hefny (EGY) | Omar El Geziry (EGY) | Amro El Geziry (EGY) |  |  |  |
|                   |                    |                      |                      |  |  |  |
| Individuel femmes | Aya Medany (EGY)   | Reem El Sayed (EGY)  | Karina Gerber (RSA)  |  |  |  |

## Tableau des médailles
| Rang  | Nation         | Or | Argent | Bronze | Total |
| ----- | -------------- | -- | ------ | ------ | ----- |
| 1     | Égypte         | 2  | 2      | 1      | 5     |
| 2     | Afrique du Sud | 0  | 0      | 1      | 1     |
| Total | Total          | 2  | 2      | 2      | 6     |